# 甘河站
甘河站，位于中华人民共和国内蒙古自治区呼伦贝尔市鄂伦春自治旗甘河镇，是伊加铁路上的火车站，建于1957年，由哈尔滨铁路局管辖。

## 車站周邊
- 甘河汽车站
- 中国农业银行甘河分理处
- 中国邮政储蓄银行甘河邮政支局
- 鄂伦春自治旗甘河地区人民检察院
- 农村商业银行甘河分社
- 甘河林业局
- 甘河林业公司第一小学校

## 歷史
- 建于1957年。

## 外部連結
- 中国铁路客户服务中心 （页面存档备份，存于）

.